# Monselice

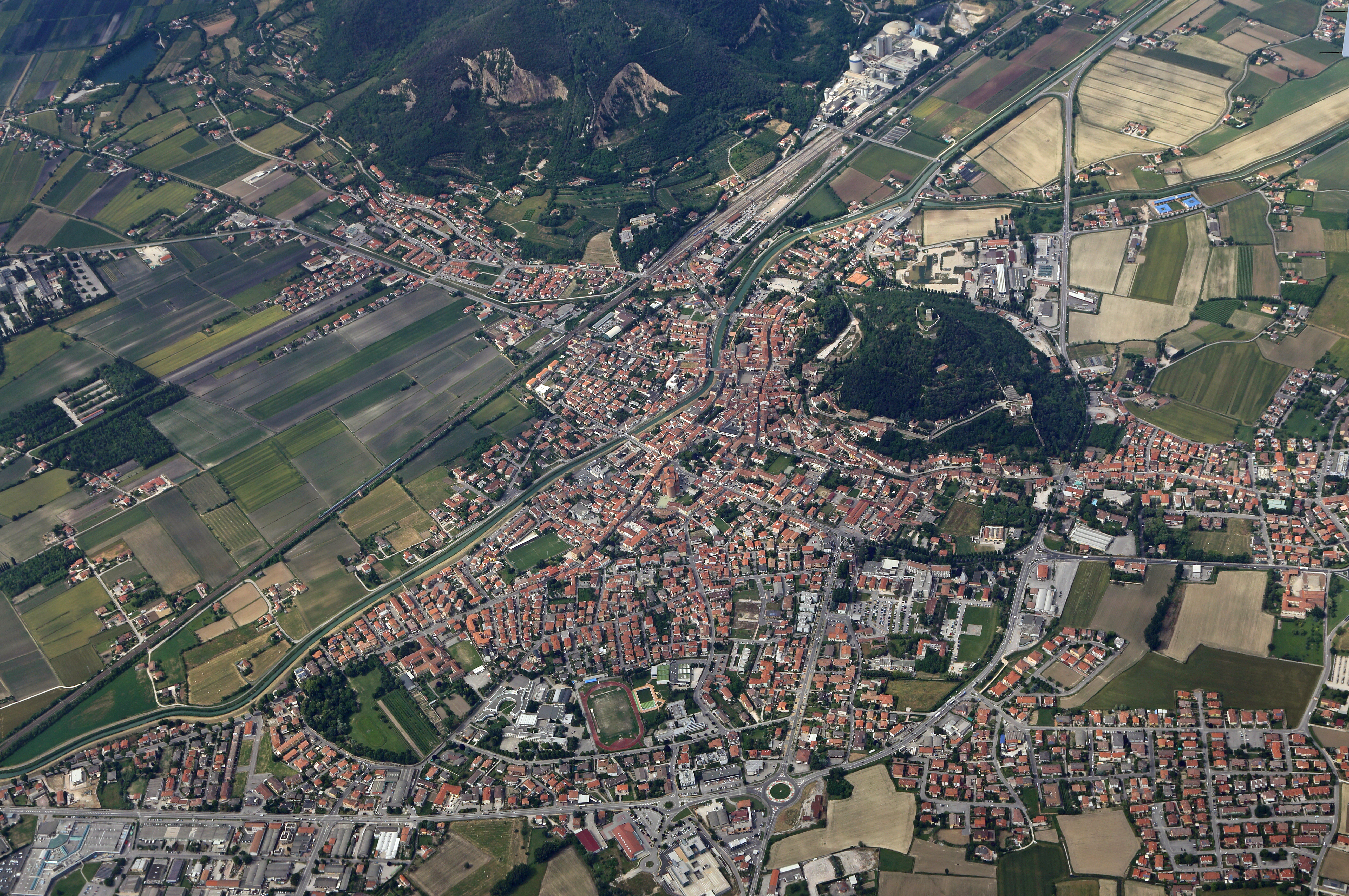
Monselice: fotografía aérea

Monsélice es una comuna de 17.576 habitantes de la provincia de Padua.

## Cultura

### Fiestas
La giostra della rocca es un palio organizado cada año en el cual varias fracciones y barrios de la comuna compiten en varios deportes como el tiro con arco, torneo de ajedrez (torneo final con ajedrez "viviente"), torneo de música, desfiele con vestidos de época y otros con caballos.

## Evolución demográfica
| Gráfica de evolución demográfica de Monselice entre 1861 y 2001 |
|                                                                 |
| Fuente ISTAT - elaboración gráfica de Wikipedia                 |

## Deporte
- Ercole Rugby Monselice
- Monselice Volley
- Monselice Basket
- Tennis Club Monselice
- Movimento e Ritmo Monselice
- U.S.D. Junior Monselice Calcio
- A.S.D.Monselice Calcio 1926